# Мазулас
Мазулас (итал. Masullas) је насеље у Италији у округу Ористано, региону Сардинија.
Према процени из 2011. у насељу је живело 1111 становника. Насеље се налази на надморској висини од 135 м.

## Становништво
Према резултатима пописа становништва 2011. у општини је живело 1.129 становника.
| 1936. | 1951. | 1961. | 1971. | 1981. | 1991. | 2001. | 2011. |
| ----- | ----- | ----- | ----- | ----- | ----- | ----- | ----- |
| 1.203 | 1.384 | 1.535 | 1.431 | 1.362 | 1.238 | 1.196 | 1.129 |